# Notting Hill
|  | Denne artikel omhandler området i London. For filmen, se Notting Hill (film). |
Notting Hill er et område i bydelen Kensington and Chelsea. Notting Hill er beliggende tæt ved det nordvestlige hjørne af Hyde Park og er kendt for at være et kosmopolitisk område. Notting Hill Carnival løber af stablen her hvert år i august og har siden 1960'erne haft et caribisk tema. Karnevallet kendes fra filmen Notting Hill fra 1999 med Julia Roberts og Hugh Grant i hovedrollerne. Det er også i Notting Hill, at det populære gademarked Portobello Road Market afholdes.
Bydelen er kendt som et fashionabelt boheme-område med store victorianske huse, eksklusive butikker og dyre restauranter, men sådan har det ikke altid været. I årene efter 2. verdenskrig var Notting Hill præget af billige og dårlige lejligheder, og særligt bolighajen Peter Rachman blev kendt for sin virksomhed i området.
Områdets undergrundsstation er Notting Hill Gate som betjenes af Circle, District og Central Line.
51°30′35″N 0°12′15″V / 51.5096°N 0.2043°V